# Raggio di sole (film 1997)
Raggio di sole, distribuito anche con il sottotitolo Renzo e Roberto Rossellini - due fratelli in cammino verso l'ignoto, è un film del 1996 diretto da Georg Brintrup.
Il film, una biografia musicale, è composto come un essay cinematografico, che riesce a “ricostruire un'immagine autentica del neorealismo italiano”. Alla base di questa ricostruzione ci sono alcuni scritti autobiografici dei fratelli Rossellini e alcuni colloqui tra il regista e la moglie di Renzo Rossellini, Anita.

## Trama
È la storia di due fratelli. Il più anziano scopre un modo tutto nuovo di rappresentare la realtà nel cinema (neorealismo). Il più giovane commenta con la musica questa nuova identità filmica. Giunti in età matura, entrambi si rendono conto dell'insufficienza della loro arte e ne traggono, ciascuno a modo suo, le relative conclusioni.
Renzo cresce all'ombra del fratello maggiore Roberto: “Roberto aveva come amico e giocattolo me: io avevo come compagno e despota lui.” I due sono inseparabili: Roberto il despota e Renzo la vittima. Mentre Roberto, irrequieto, aggressivo e volitivo, diventa un giovane pieno di charme, Renzo, più quieto e remissivo, coltiva un carattere umile e accomodante.
Nella Roma degli anni 1910, i due fratelli, grazie al nonno, entrano presto in contatto con la musica e con il cinema. Ogni domenica, infatti, egli li porta al Cinema Radium, dove il maestro Sallustio accompagna al pianoforte i film d'avventura. Le divagazioni musicali di questo artista contrastavano con la musica abituale d'accompagnamento, ancora in stile tardo '800, poiché egli vi aggiungeva le armonie impressionistiche di Debussy oppure gli artifizi ritmici di Stravinskij. Sallustio diventa per Renzo il primo insegnante di musica. Il giovane comincia a comporre e riesce, con uno di quei rari colpi di fortuna, non ancora diciottenne, a pubblicare la sua prima opera nella famosa editoria Ricordi: “La fontana ammalata”. Anche l'insegnamento di alcuni compositori, amici del padre, quali Ottorino Respighi e Pietro Mascagni, influenzano il suo stile musicale.
Dopo la morte del padre, Renzo si dedica alla composizione di musica da camera e di sinfonie e comincia ad insegnare in vari conservatori. Roberto invece diventa cineasta “per ripicca ed amor proprio”. Si era innamorato, infatti, di una giovane attrice già nota e voleva ad ogni costo sposarla. Lei però, dopo un film di successo, finì per sposare il suo regista. Per Roberto fu un distacco dolorosissimo. Renzo segue il fratello e abbandona la sua professione di insegnante per quella più remunerativa di compositore di musica cinematografica.
Nei primi anni 1940, i Rossellini lavorano a una trilogia di documentari per il reparto cinema della Marina Italiana. Il loro intento non è quello di opporsi alla realtà, ma di rappresentarla in maniera che essa stessa diventi spettacolo. Sia in America che in Europa la musica da film rifletteva ancora il romanticismo passionale del '800, risvegliando sentimenti lacrimevoli nel pubblico e lasciando molto spazio all'illusione. Questo, secondo Renzo, non aiutava ad avvicinarsi alla vita concreta. “Per noi, direttamente coinvolti nelle azioni di guerra, non c'era molto posto per le illusioni.”
Nel 1943, con il film Roma città aperta, ottengono il loro primo grande successo. Il cinema italiano è sorto miracolosamente dalle rovine della guerra. Roberto viene battezzato come l'inventore del neo-realismo italiano. I due fratelli invece dubitano: “Le teorie di ogni genere sono limitatrici e non alimento della libertà d'espressione. E di queste non avevamo proprio bisogno.” Essi sanno che, per riscoprire l'uomo, bisogna essere umili, vederlo come è e non come si vorrebbe che fosse secondo le ideologie.
Roberto e Renzo continuano la loro collaborazione in molti altri film. Cercano di legare l'immagine con la musica in maniera sempre più efficace. Collaborazione armoniosa, nella quale non c'è più un despota con la sua vittima. Spesso l'ispirazione scaturisce da una scena chiave o da un rumore. Anche il film L'amore, basato su un'idea di Federico Fellini, nasce grazie all'episodio dei barattoli di latta. Renzo ha il compito di combinare la musica con questi rumori. La musica, infatti, può amalgamarsi con i rumori oppure i rumori possono sciogliersi in musica come se fossero delle dissonanze. L'importante, per i fratelli, è che qualsiasi rumore autentico non venga assolutamente superato dalla sua imitazione musicale. Scoprono così che pochi strumenti spesso sono più efficaci di una grande orchestra. Un singolo strumento qualche volta può arrivare ben più lontano.
Hollywood si trova in una crisi senza precedenti. La più grande attrice dell'epoca, Ingrid Bergman, si innamora dei film dei Rossellini, viene in Italia per far parte della famiglia e gira sette film con loro. Film di successo mondiale, che Roberto produce, tutto solo, senza stabilimenti, senza impianti industriali. Questo non fa che aggravare la crisi hollywoodiana. Di qui, anche, l'interesse a demolire la fama di Roberto.
Dopo anni di fertile collaborazione Ingrid Bergman e Roberto si separano. Renzo continua a comporre musica per altri film ma, siccome rifiuta ogni compromesso, presto tra lui e il mondo del cinema si crea una frattura. In quei giorni Roberto vuole vederlo e parlargli, come sempre nei momenti gravi della loro vita. Anche lui sta passando una crisi creativa che lo macera nell'intimo. Certe condizioni di lavoro mortificano la sua coscienza. Gli confessa di voler smettere di fare il regista cinematografico. Se si rimettesse dietro l'obiettivo di una macchina da presa, sarebbe non per produrre film commerciali, o pretesi d'arte, ma solo per imparare lui qualcosa e per liberare gli uomini dalla loro ignoranza. “L'importante è informare, l'importante è istruire, ma educare non è importante.” Crede che il cinema abbia fallito la sua missione di essere l'arte del XX secolo.
Roberto, da quel momento in poi, gira documentari o film televisivi. Renzo si dedica alla composizione di opere liriche. Entrambi i fratelli, alla fine della loro vita, comprendono che le sofferenze che hanno dovuto sopportare sono state vanificate. Il bilancio si chiude con un nulla di fatto, il mondo reale non è quello che credevano e per il quale si sentivano chiamati a dare un contributo. È un mondo che si rivela totalmente sconosciuto, perché si è fatto a loro insaputa, mentre erano impegnati a restaurare e a costruire il "loro mondo".

## Colonna sonora
La colonna sonora è realizzata con brani dai seguenti film:
1. Il signor Max di Mario Camerini (1937)
2. Un pilota ritorna di Roberto Rossellini (1942)
3. Roma, città aperta di Roberto Rossellini (1945)
4. Paisà di Roberto Rossellini (1946)
5. Germania anno zero di Roberto Rossellini (1948)
6. L'amore di Roberto Rossellini (1948)
7. Stromboli (Terra di Dio) di Roberto Rossellini (1950)
8. Europa '51 di  Roberto Rossellini (1952)
9. Viaggio in Italia di Roberto Rossellini (1953)
10. La paura di Roberto Rossellini (1954)
11. Vanina Vanini di Roberto Rossellini (1961)

Inoltre la colonna sonora del film riprende brani musicali, in parte registrati ex novo, dalle seguenti opere di Renzo Rossellini:
1. Stati d'animo, 1952
2. Vangelo minimo, 1957
3. Roma cristiana, 1940
4. La fontana malata, 1925
5. Stampe della vecchia Roma, 1937
6. Diagramma no. 1, 1953
7. La guerra, 1956

Il pezzo La fontana ammalata è interpretato dai Giovani Musicisti Italiani sotto la direzione di Federico Romano Capalbi.

## Distribuzione
Raggio di sole venne trasmesso per la prima volta il 5 gennaio del 1997 dal canale tedesco WDR. Subito dopo, la versione originale italiana venne trasmessa dalla Rai. Altre trasmissioni seguirono su HR e su 3sat. Il distributore francese Point du Jour International vendette il film a più di una dozzina di paesi in tutto il mondo, dal Canada all'Australia. Nell'agosto del 2002 il film venne trasmesso sul canale 3sat in occasione di una retrospettiva, insieme ad altri due film musicali di Georg Brintrup (Luna rossa e Poemi asolani). L'ultima trasmissione è stata su EinsFestival il 26 marzo del 2006.